# Liste der Ramsar-Gebiete in Österreich
Ramsargebiete sind nach der 1971 geschlossenen Ramsar-Konvention Schutzgebiete für Feuchtgebiete von internationaler Bedeutung, nach der Absicht des internationalen völkerrechtlichen Vertrags insbesondere als Lebensraum für Wasser- und Watvögel.
In Österreich sind 24 Gebiete nach dem Ramsarabkommen ausgewiesen, mit etwa 1.270 km², das sind 1,5 % der Fläche von Österreich.

## Das Ramsarabkommen im österreichischen Naturschutzrecht
Das nach dem Ort des Vertragsschlusses, der iranischen Stadt Ramsar, benannte Abkommen ist eines der ältesten internationalen Vertragswerke zum Umweltschutz. Österreich hat die Akzessionsurkunde mit 16. Dezember 1982 hinterlegt (als 32. Staat), und die Konvention einschließlich der Amendments (Ergänzungen) der Extraordinary Conference of the Contracting Parties in Regina, Kanada, von 1987 (Regina Amendments, in Kraft getreten 1. Mai 1994), angenommen.
Eine Deklaration als Ramsar-Gebiet ist keine Schutzkategorie im eigentlichen Sinne, das heißt, sie stellt keine konkrete rechtliche Handhabe dar, sondern ist ein „Prädikat (Gütesiegel)“,
der Schutz selbst ist auf freiwilliger Basis der Unterzeichnerstaaten. Die meisten Ramsargebiete sind daher auch durch eine landesrechtliche Schutzkategorie gesichert, oder zumindest durch das Umweltrecht prinzipiell unter Schutz gestellt (ex-lege-Schutz), im Besonderen Moore und Wasserläufe und deren unmittelbare Randzonen.
Sitz des Internationalen Ramsar-Sekretariats zur Überwachung der Umsetzung der Konvention und ihrer Weiterentwicklung ist Gland VD am Genfersee. In Österreich, wo Naturschutz auf Landesebene geregelt ist, sind für das Management die Natur-, Umwelt- und Landschaftschutzämter bzw. -abteilungen der Länder zuständig, für die nationale Umsetzung ist das Umweltbundesamt (BA) im Auftrag des Lebensministeriums zuständig,
sowie im Speziellen der Gemeinsame Ländervertreter Österreich für das Ramsarabkommen, dzt. (6/2010) DI Wolfgang Pelikan am Amt der Burgenländischen Landesregierung. Alle drei Jahre werden auf Konferenzen der Vertragsstaaten Berichte über den Stand des Feuchtgebietsschutzes vorgelegt.

## Liste der Ramsargebiete
Nr. … analog zur Positionskarte
Ramsar-Nr. … internationale Nummer
Österr. Nr. … landesinterne Nummer
Lage … Bundesland, Politischer Bezirk; und Koordinate (G.)
Typ … Feuchtgebietstypen nach Ramsar-Konvention
| Nr. | Ramsar- Nr.                                 | Österr. Nr.                                 | Bezeichnung                                                                                   | Bild                                        | Lage (G.)                                                          | ha (Fl.) | Typ | seit | Anmerkungen (Sort.) |
| --- | ------------------------------------------- | ------------------------------------------- | --------------------------------------------------------------------------------------------- | ------------------------------------------- | ------------------------------------------------------------------ | -------- | --- | --- | --- |
| 1   | 1979                                        |                                             | Autertal/St.. Lorenzener Hochmoor                                                             | Bild gesucht BW                             | Kärnten: Feldkirchen                                               | 48       | | 12.9.2011 | |
| 2   | 1489 TRS                                    |                                             | Bayerische Wildalm und Wildalmfilz                                                            |                                             | Tirol: Kufstein                                                    | 133      | | 15.12.2004 | mit RG Bayerische Wildalm (DE Nr. 1723, 7 ha) in Bayern TRS Österreichisch-Bayerische Wildalm (englisch Austrian-Bavarian Wildalm, 7. Aug. 2008) |
| 3   | 272 TRS                                     |                                             | Donau–March–Thaya-Auen (Donau–March-Auen)                                                     |                                             | NÖ: Wien-Umg., Bruck/Leitha, Gänserndorf, Mistelbach               | 38.500   | M N Ss Xf | 16.12.1982 1 | mit RG Untere Lobau (Nr. 273), Mokrady dolního Podyjí (CZ Nr. 635) und Moravské luhy (SK Nr. 604) trilaterales TRS Auen im Zusammenfluss von March, Thaya und Donau (englisch Floodplains of the Morava–Dyje–Danube Confluence); Teile in LSG Donau–March–Thaya-Auen (Nr. 20, 20,5 km²); ESG March–Thaya-Auen (FFH/GGB AT1202000, 8.975 ha, VS/BSG AT1202V00, 14.834 ha), NP Donau-Auen (1996, 2.258 ha) oder NSG Untere Marchauen (Nr. 8, 1.223 ha) bzw. WWF-NR Marchegg (1.100 ha) |
| 4   | 864                                         |                                             | Hörfeld (Hörfeld-Moor)                                                                        |                                             | Kärnten: St. Veit/Glan; Stmk.: Murau                               | 137      | | 30.10.1996 | auch ESG Hörfeld Moor (Kärntner Anteil) (AT2103000, 88 ha) und ESG NSG Hörfeld (Stmk., AT2207000, 47 ha), sowie NSG (Ktn. NSG.028, 97 ha, Stmk. NSG b 04, 21 ha) |
| 5   | 1169                                        |                                             | Lafnitztal                                                                                    |                                             | Bgld.; Güssing, Jennersdorf, Oberwart; Stmk.: Hartberg-Fürstenfeld | 2.180    | M O Tp Ts U Xf 4 8 9 | 1.3.2002 | Ramsar Centre Lafnitztal; ESG Lafnitztal–Neudauer Teiche (Stmk., FFH/GGB und VS/BSG AT2208000, 1.131 ha), teilw. überlappend mit GGB Lafnitzauen (Bgld., AT1122916, 714 ha); enthält NSG Lafnitz–Stögersbach-Auen (Wolfau, Bgld. 26, 70 ha), GLT Lahnbach (Bgld., 31 ha) |
| 6   | 2137                                        |                                             | Güssinger Fischteiche                                                                         |                                             | Bgld.: Güssing                                                     | 148      | | 18.4.2013 | |
| 7   | 1490                                        |                                             | Moor- und Seenlandschaft Keutschach–Schiefling                                                |                                             | Kärnten: Keutschach a.S.                                           | 543      | | 13.12.2004 | 10 Teilgebiete |
| 8   | 1404                                        |                                             | Moore am Naßköhr                                                                              |                                             | Stmk.: Neuberg/Mürz                                                | 211      | U | 15.10.2004 | NSG Naßköhr (NS 8); in NPK Mürzer Oberland (89/2003) und LSG Veitsch–Schneealpe–Raxalpe (LS 21) |
| 9   | 1367                                        | 2                                           | Moore am Paß Thurn                                                                            |                                             | Sbg.: Zell am See                                                  | 190      | U | 2.2.2004 | 13 Teilgebiete |
| 10  | 1368                                        | 3                                           | Moore am Sauerfelder Wald                                                                     | Bild gesucht BW                             | Sbg.: Tamsweg                                                      | 119      | U | 2.2.2004 | |
| 11  | 1369                                        | 4                                           | Moore am Schwarzenberg                                                                        | Bild gesucht BW                             | Sbg.: Tamsweg                                                      | 267      | U | 2.2.2004 | |
| 12  | 1370                                        | 5                                           | Moore am Überling                                                                             | Bild gesucht BW                             | Sbg.: Tamsweg                                                      | 265      | U | 2.2.2004 | davon 117 h Moorfläche |
| 13  | 1371                                        |                                             | Nationalpark Kalkalpen                                                                        |                                             | OÖ: Kirchdorf/Krems, Steyr-Land                                    | 18.532   | | 2.2.2004 | ESG und NP (GGB/BGS AT3111000, NP 1997); liegt in IBA Nördliche Kalkalpen (Nr. AT033, 131.535 ha); Teil des Verbunds Econnect |
| 14  | 271 TRS                                     |                                             | Neusiedler See und Lacken im Seewinkel (Neusiedlersee, Seewinkel & Hanság)                    |                                             | Bgld.: Eisenstadt-Umgebung, Neusiedl/See, Rust                     | 44.229   | Q R Sp U | 16.12.1982 | mit RG Lake Fertö (HU Nr. 420, 8.432 ha) und Nyirkai-Hany (HU Nr. 1644) in Ungarn TRS Neusiedlersee–Seewinkel–Waasen / Neusiedlersee–Ferto–Hanság (12. Nov. 2009); vollst. ESG Neusiedler See–Seewinkel (AT1110137, 51.000 ha); zum Großteil NS/LSG Neusiedler See und Umgebung (22/1980, 41.590 ha) und BgnR Neusiedler See (1988, 44.400 ha); teilw. Welterbe Kulturlandschaft Fertö/Neusiedler See (Nr. 772, 0,93 km²), NP Neusiedlersee–Seewinkel (1991, 9.700 ha); enthält BPK Neusiedler See (AUS04, 25.000 ha), und Teile der IBAs Hanság (AT001, 37,3 km²), Südlicher Seewinkel und Zitzmannsdorfer Wiesen (AT003, 139 km²) und Neusiedler See (AT004, 251 km²) |
| 15  | 532                                         |                                             | Pürgschachen Moor                                                                             |                                             | Stmk.: Liezen                                                      | 62       | U | 9.9.1991 | Teil von ESG Pürgschachen-Moor und ennsnahe Bereiche (GGB/BGS AT2205000, 1.619 ha) und LSG Ennstal von Ardning bis Pruggern (LSG-43, 4.936 ha); Integration in NP Gesäuse (2002) vorgesehen |
| 16  | 275                                         |                                             | Bodensee Rheindelta                                                                           |                                             | Vlbg.: Bregenz                                                     | 2.065    | M O U | 16.12.1982 | 2008 um 95 ha erweitert; vollständig auch ESG und NSG Rheindelta (GGB/BSG AT3402000, NSG ?) |
| 17  | 719                                         | 1                                           | Rotmoos im Fuschertal                                                                         |                                             | Sbg.: Zell a.See                                                   | 66       | U | 24.2.1995 | auch ESG und NSG Rotmoos–Käfertal (AT3214000/ESG00001, NSG00022, 177 ha) |
| 18  | 558                                         |                                             | Sablatnigmoor bei Eberndorf                                                                   |                                             | Kärnten: Völkermarkt                                               | 96       | | 19.5.1992 | auch NSG (022) |
| 19  | 274 (TRS)                                   |                                             | Stauseen am Unteren Inn                                                                       |                                             | OÖ: Braunau, Ried                                                  | 870      | 6 | 16.12.1982 | anschließend an dt. RG Unterer Inn, Haiming-Neuhaus (DE Nr. 96, beide zusammen 2825 ha); vollst. in ESG (AT3105000, 870 ha) und NSG (n112, 982 ha) Unterer Inn, auch in grenzübergreifendem ER Unterer Inn (5.500 ha), sowie teilweise IBA Stauseen am Unteren Inn (AT037, 1.699 ha) |
| 20  | 273 TRS                                     |                                             | Untere Lobau                                                                                  |                                             | Wien                                                               | 915      | M N Tp Ts Xf | 16.12.1982 | mit Donau–March-Auen (Nr. 2732), Mokrady dolního Podyjí (CZ Nr. 635) und Moravské luhy (SK Nr. 604) trilaterales TRS Auen im Zusammenfluss von March, Thaya und Donau; BP (Untere) Lobau (AUS03, 1037 ha); in ESG und NP Donau-Auen (Wiener Teil 2.258 ha, GGB/BSG AT1301000, NP 1996 auch Niederösterr.), NSG Lobau (32/1978, 2.088 ha); weitere Gebiete nach NÖ fortsetzend |
| 21  | 1013                                        |                                             | Waldviertler Teiche, Moore und Flusslandschaften (Waldviertel ponds, peat bogs & floodplains) |                                             | NÖ: Gmünd                                                          | 13.000   | Tp Ts U Xp 1 | 22.12.1999 | auch GGB Waldviertler Teich-, Heide- und Moorlandschaft (FFH, AT1201A00, 14.090 ha) und in BSG Waldviertel (AT1201000, 33.985 ha) |
| 22  | 2146                                        |                                             | Wilder Kaiser                                                                                 |                                             | Tirol                                                              | 3.781    | | 8.4.2013 | |
| 23  | 2208                                        |                                             | Obere Drau                                                                                    |                                             | Kärnten: Spittal an der Drau                                       | 1.029    | | 6.5.2014 | Das Gebiet umfasst einen ca. 68 km langen Abschnitt der Drau zwischen Oberdrauburg und dem Draustau bei Paternion östlich von Spittal an der Drau in den 13 Gemeinden Oberdrauburg, Irschen, Dellach im Drautal, Berg im Drautal, Greifenburg, Steinfeld, Kleblach-Lind, Sachsenburg, Lurnfeld, Lendorf, Spittal an der Drau, Baldramsdorf und Stockenboi. |
| 24  |                                             |                                             | Moor-, Bruchwald- und Seenland-schaft Lendspitz Maiernig                                      |                                             | Kärnten: Klagenfurt                                                | 78       | | 2023 | |
|     | Gesamt 24 Gebiete, geschützte Fläche: (Fl.) | Gesamt 24 Gebiete, geschützte Fläche: (Fl.) | Gesamt 24 Gebiete, geschützte Fläche: (Fl.)                                                   | Gesamt 24 Gebiete, geschützte Fläche: (Fl.) | Gesamt 24 Gebiete, geschützte Fläche: (Fl.)                        | 127.464  | 1.270 km² … 1,5 % d. Fläche von Österreich (83.870 km²) davon national geschützt: etwa 1.000 km² … 5,8 % d. Gesamtschutzfläche Österreich (~ 21.000 km²) | 1.270 km² … 1,5 % d. Fläche von Österreich (83.870 km²) davon national geschützt: etwa 1.000 km² … 5,8 % d. Gesamtschutzfläche Österreich (~ 21.000 km²) | 1.270 km² … 1,5 % d. Fläche von Österreich (83.870 km²) davon national geschützt: etwa 1.000 km² … 5,8 % d. Gesamtschutzfläche Österreich (~ 21.000 km²) |

Stand: 5/2014, Quelle UBA, info.bml.gv.at, ramsar.org